# Bruchwald bei Ehrenburg
Der Bruchwald bei Ehrenburg ist ein Naturschutzgebiet in der niedersächsischen Gemeinde Ehrenburg in der Samtgemeinde Schwaförden im Landkreis Diepholz.
Das Naturschutzgebiet mit dem Kennzeichen NSG HA 122 ist 19 Hektar groß. Ein 10,7 Hektar großer Teil des Naturschutzgebietes bildet das gleichnamige Naturwaldreservat. Das Gebiet steht seit dem 27. August 1987 unter Naturschutz. Zuständige untere Naturschutzbehörde ist der Landkreis Diepholz.
Das Naturschutzgebiet liegt südöstlich von Twistringen in der Nähe von Ehrenburg. Es besteht aus einem Bruchwald mit Erlen und Eschen, der auf einem mächtigen Niedermoor wächst. Im Westen des Schutzgebietes schließt sich ein Gehölz mit naturnahen Altholzbeständen an, der auf sandigem Untergrund wächst. Dieser Bereich wird von Buchen und Eichen geprägt. Am Rand befindet sich eine alte Buchenallee.